# 방향족성

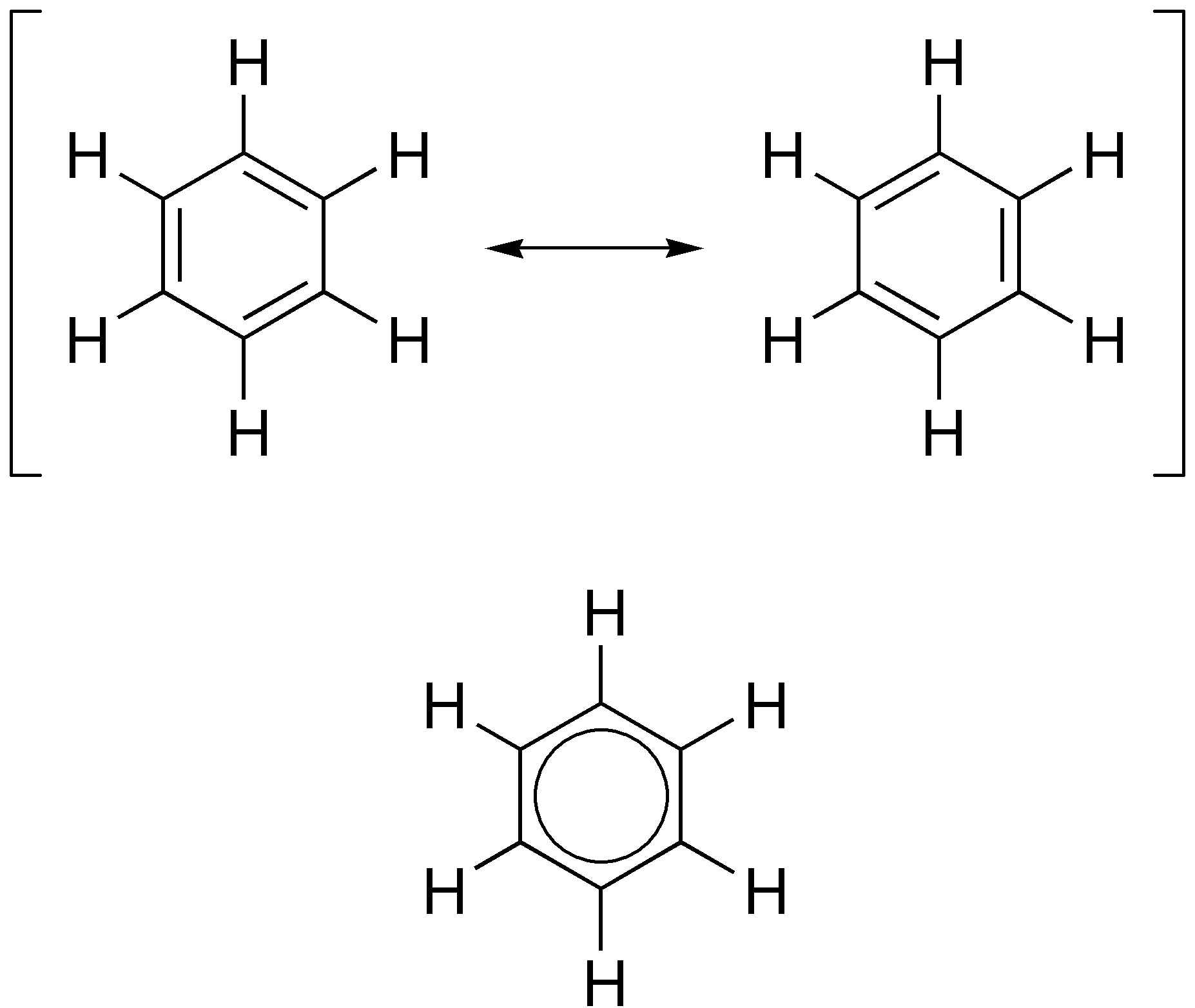
두 개의 서로 다른 공명 구조가 벤젠을 구성하며,(위) 서로 합쳐진 중간 구조를 형성한다(아래).

방향족성(芳香族性, 영어: aromaticity)은 탄소 화합물이 불포화 결합, 홀전자쌍, 빈 오비탈 등에 의하여 완전히 콘주게이션된 평면 고리 모양으로 결합되었을 때, 콘주게이션에 의한 안정화 효과보다 큰 안정화 효과를 보이는 성질을 나타내는 단어이다. 방향족성이라는 단어와 실제 향기를 갖는 분자는 직접적인 연관성을 갖지 않지만, 방향족성을 갖는 방향족성 고리는 벤젠과 같이 독특한 향기를 갖는 경우가 많다. 방향족성을 갖는 화합물을 방향족 화합물이라고 한다.
방향족은 분자 전체가 콘주게이션되어 있으므로 오른쪽 그림의 (아래)와 같이 표현하지만, 유기 화학 등에서는 전자의 이동에 대한 엄밀한 표현을 위해서 공명 구조 중 하나를 표현해서 사용하기도 한다. 이는 벤젠에 대한 공명 구조의 존재를 착안해 낸 아우구스트 케쿨레의 방법에 따른 것이다.

## 특징
방향족 화합물은 유사한 결합으로 콘주게이션 되어 있는 선형 분자나, 분자 전체에 콘주게이션이 일어나지 않은 고리형 분자에 비하여 특별히 더 안정되어 있다. 이를테면 알켄은 할로젠 기체와 첨가 반응을 수행할 수 있지만, 방향족 화합물인 벤젠은 불포화성 탄화수소이지만 첨가 반응은 수행할 수 없다. 대신 친전자성 방향족 치환반응을 루이스 산 촉매 조건 하에서만 수행할 수 있다. 한편, 평면에서 방향족성에 의해 생겨난 π 전자의 고리는 고리 전류를 발생시키므로, NMR에서 특별히 강한 화학 이동이 관찰된다.(1H-NMR의 경우6.5-8ppm)

## 이론
어떤 분자의 방향족성 유무는 휘켈 규칙(Hückel's Rule)에 따라 다음 조건을 갖추고 있어야 한다.
1. 비어있는 p-오비탈, 불포화 결합, 홀전자쌍 등에 의하여 완전히 콘주게이션을 이루고 있는 4n+2개의 전자가 존재하여야 한다.
2. 4n+2개의 전자는 평면 형태 이성질체를 구성하여야 하고, 고리 구조를 이루어야 한다.
3. 고리의 모든 원자가 콘주게이션에 참여할 수 있어야 한다.

## 방향족 분자의 분류
방향족 고리는 방향족 시스템을 구성하는 방법에 의해서 벤젠과 같이 탄소와 수소로만 구성된 단일 원소 방향족 화합물(monocyclic aromatic compound), 피롤과 같이 다른 원소가 포함된 이종 원소 방향족 화합물(heterocyclic aromatic compound), 트로필륨 이온과 같이 이온이 포함된 비정형 방향족 화합물(atypical aromatic compound)등으로 나뉜다.

## 같이 보기
- 방향족 탄화수소
- 여러 고리 방향족 탄화수소
- 단순 방향족 고리

## 참고 자료
- Organic Chemistry 3ed. Smith 외
- 이 문서에는 다음커뮤니케이션(현 카카오)에서 GFDL 또는 CC-SA 라이선스로 배포한 글로벌 세계대백과사전의 내용을 기초로 작성된 글이 포함되어 있습니다.